# Hycan A06
Hycan A06 — среднеразмерный электромобиль-седан, выпускающийся с августа 2022 года компанией Hycan.

## Описание

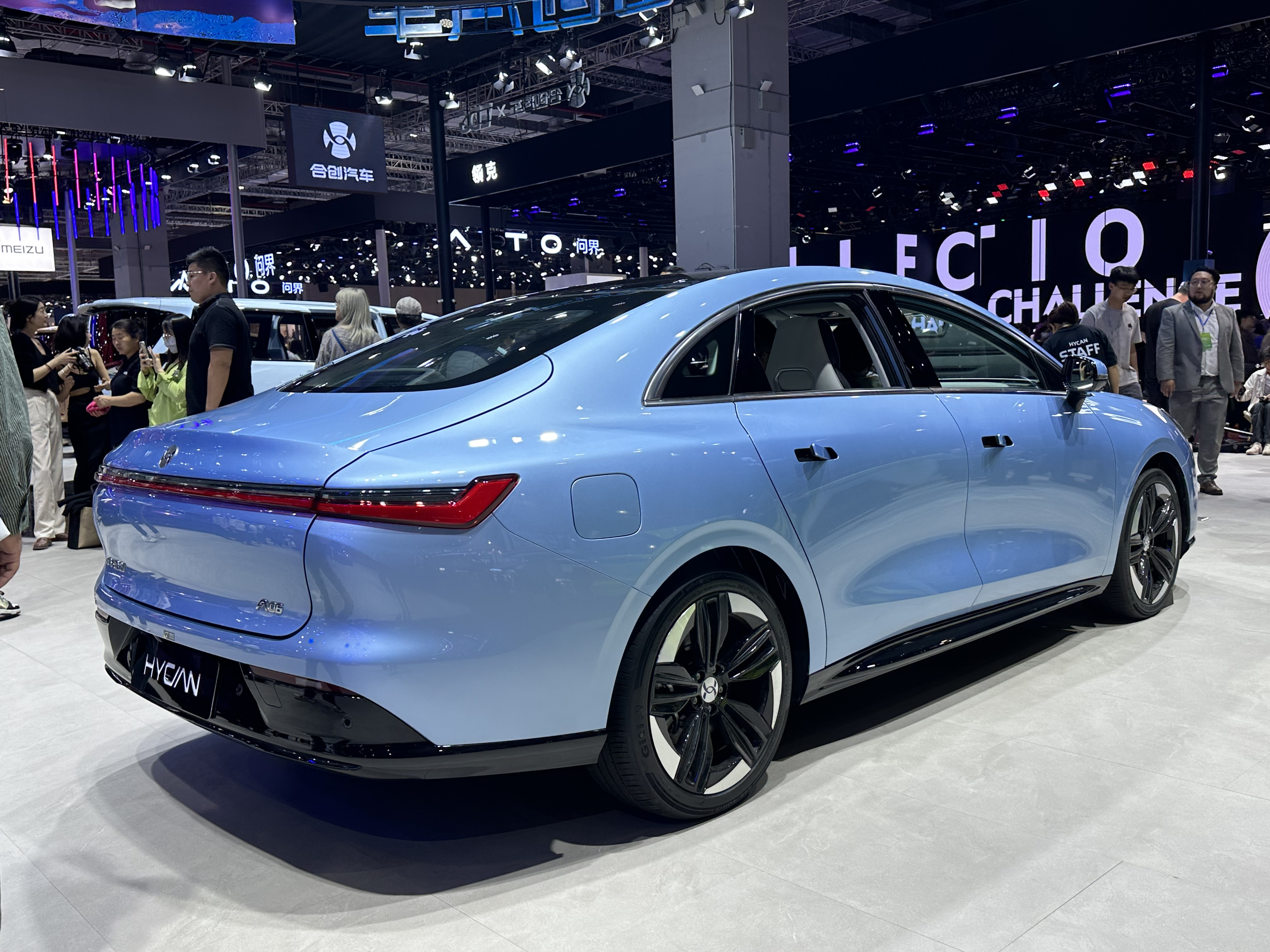
Вид сзади

В начале декабря 2022 года компания Hycan представила третью серийную модель. До этого в ноябре 2021 года был представлен концепт-кар Hycan Concept S, в то время как серийная модель получила индекс A06. С коэффициентом аэродинамического сопротивления 0,217 Hycan A06 является самым обтекаемым китайским автомобилем.
A06 является первым автомобилем, полностью разработанным компанией Hycan и никак не связанным с автомобилями NIO и GAC Group. Платформа изготовлена из стали на 65%.
Салон выполнен в минималистичном дизайне со светлыми тонами отделочных материалов. На приборной панели преобладают два цифровых ЖК-дисплея с 10,25-дюймовым виртуальным приборным дисплеем и центральным 14,6-дюймовым сенсорным экраном. На него установлена операционная система HI-OS, совместимая с автопилотом Hycan Pilot.

## Технические характеристики
Hycan A06 является самым быстрым автомобилем в модельном ряду Hycan. Он оснащается двумя электродвигателями мощностью 462 л. с. и крутящим моментом 534 Н⋅м. При максимальной скорости 180 км/ч автомобиль разгоняется до 100 км/ч за 3,7 сек. Ёмкость аккумулятора 71 кВт⋅ч, а запас хода — 560 км.